# 晨光茶社
晨光茶社位于山东省济南市大观园商场内，如今是举办相声演出的知名场所。

## 简介
1943年9月，相声演员孙少林在大观园创办晨光茶社。鼎盛时期，相声名家马三立、刘宝瑞等人曾经在此登台演出，晨光茶社成为济南“曲山艺海”的知名招牌。当时相声界称“北京学艺、天津练活、济南踢门槛”，指相声演员在北京、天津学有所成后，才敢来济南晨光茶社演出，以挣得名气。晨光茶社自此与北京的启明茶社并称为“北启南晨”。
1966年，旧晨光茶社停业。2006年7月12日，晨光茶社恢复相声演出。此后每周六晚7点坚持举办相声演出。